# Brückner
Brückner oder Brueckner ist ein Familienname aus dem deutschsprachigen Raum.

## Herkunft und Bedeutung
Ein Brückner war ein Beruf: der das Brückengeld einnimmt, Pflasterer oder Steinsetzer. Er gilt auch als Herkunftsname zum Ortsnamen Brucken.

## Varianten
- Bruggener (um 1283), Bruckener (um 1377)

## Namensträger

### A
- Aaron Brückner (* 1988), deutscher Wirtschaftswissenschaftler und Model
- Adam Brückner (1862–1933), deutscher Lehrer und Museumsleiter
- Adolf Brückner (1744–1823), deutscher Mediziner, Botaniker und niederdeutscher Schriftsteller
- Adolph Brückner (1847–1918), deutscher Politiker sowie Mediziner
- Aleksander Brückner (1856–1939), polnischer Slawist
- Alexander Brückner (1834–1896), deutschbaltischer Historiker
- Alfred Brueckner (1861–1936), deutscher Klassischer Archäologe
- André Brückner (* 1965), deutscher Fußballspieler
- Andreas Brückner (* 1957), deutscher Fernsehmoderator
- Angelo Brückner (* 2003), deutscher Fußballspieler
- Anton Brückner (1776–1836), badischer Generalmajor
- Arthur Brückner (1877–1975), deutscher Ophthalmologe

### B
- Barbara Brückner (* 20. Jahrhundert), deutsche Filmeditorin
- Benedikt Brückner (* 1990), deutscher Eishockeyspieler
- Benita Brückner (* 1971), deutsche Rechtsanwältin und Schauspielerin
- Bernd Brückner (Fußballspieler) (* 1940), deutscher Fußballspieler
- Bernd Brückner (Personenschützer) (* 1948), deutscher Personenschützer
- Bernd Krieg-Brückner (* 1949), deutscher Mathematiker und Hochschullehrer
- Bernhard Brückner (1872–1955), deutscher Lehrer und Mundartdichter
- Bettina Brückner (* 1965), deutsche Juristin und Richterin am Bundesgerichtshof
- Bruno Brückner (1824–1905), deutscher Theologe

### C
- Carl August Brückner (1872–1949), deutscher Begründer des Reformiert-Apostolischen Gemeindebundes
- Carola Brückner (* 1962), deutsche Politikerin (SPD), Bezirksbürgermeisterin von Berlin-Spandau
- Christian Brückner (* 1943), deutscher Schauspieler und Sprecher
- Christian Brückner (Sexualstraftäter) (* 1977), deutscher Sexualstraftäter
- Christian Gotthelf Brückner (1769–1834), deutscher Spinnereiunternehmer und Bankier
- Christine Brückner (1921–1996), deutsche Schriftstellerin
- Christoph Brückner (Theologe) (1713–1786), deutscher Theologe und Pastor
- Christoph Brückner (Mediziner) (1929–2019), deutscher Mediziner und Politiker (LDPD)
- Christoph Brückner (Komponist) (* 1965), deutscher Komponist und Musiker
- Christoph Brückner (Influencer), österreichischer Webvideoproduzent

### D
- Daniel Brückner (* 1981), deutscher Fußballspieler
- Daniela Brückner (* 1963), deutsche Richterin und politische Beamtin
- David Brückner (* 1988), deutscher Regisseur, Filmeditor, Kameramann und Schauspieler
- Dieter Brückner (* 1955), deutscher Schulbuchautor
- Doris Brückner (* 1972), deutsche Journalistin

### E
- Edmund Brückner (1871–1935), deutscher Diplomat und Ministerialbeamter
- Eduard Brückner (1862–1927), deutscher Geograph und Klimatologe
- Else Brückner-Rüggeberg (1910–1981), deutsche Schauspielerin, Sprecherin und Radiomoderatorin
- Erich Brückner (1881–1972), deutscher Architekt und Denkmalpfleger
- Ernst Brückner (Forstwissenschaftler) (1896–1978), deutscher Forstwissenschaftler
- Ernst Brückner (Jurist) (1909–1976), deutscher Jurist
- Ernst Brückner (Verbandsfunktionär) (* 1939), deutscher Jurist und Tabak-Lobbyist
- Ernst Theodor Johann Brückner (1746–1805), deutscher Theologe und Literat
- Eugen Brückner (1872–1931), deutscher Gewerkschafter und Politiker (SPD)

### F
- Florian Brückner (* 1984), deutscher Schauspieler
- Franz Brückner (Heimatforscher) (1896–1982), deutscher Heimatforscher
- Franz-Xaver Brückner (* 1987), deutscher Schauspieler
- Friedrich Brückner (1801–1883), deutscher Jurist und Politiker, Bürgermeister von Neubrandenburg
- Friedrich Brückner-Rüggeberg (1915–2003), deutscher Sänger (Tenor)
- Fritz Brückner (1899–1986), deutscher Musikinstrumentenbauer

### G
- Georg Brückner (1800–1881), deutscher Geograph und Historiker
- Georg F. Brückner (1930–1992), deutscher Kampfsportler
- Gerhard Brückner (1902–1980), deutscher Botaniker
- Günther Brückner (1925–1996), deutscher Politiker
- Gustav Brückner (Mediziner) (1789–1860), deutscher Arzt und Naturforscher
- Gustav Brückner (Jurist) (1855–1925), deutscher Jurist und Richter

### H
- Hans Brückner (Autor) (1897–1941), deutscher Musikschriftsteller, Komponist und Herausgeber
- Hans Brückner (Politiker) (1913–nach 1963), deutscher Politiker (LDPD)
- Hans Brückner (Musiker) (1913–1972), deutscher Oboist
- Hans Brückner (Schauspieler) (* 1961), deutscher Schauspieler
- Hans-Jörg Brückner (* 1970), deutscher Fußballspieler
- Hardo Brückner (1910–1991), deutscher Diplomat
- Hartmut Brückner (1950–2019), deutscher Grafikdesigner und Hochschullehrer
- Hauke Brückner (* 1980), deutscher Fußballspieler
- Heidrun Brückner (* 1949), deutsche Indologin und Hochschullehrerin
- Heike Brückner von Grumbkow (* 1963), deutsche Drehbuchautorin
- Heinrich Brückner (Maler) (1805–1892), deutscher Maler
- Heinrich Brückner (Mediziner) (1928–2022), deutscher Mediziner und Autor
- Heinrich Curt Brückner (1851–1922), deutscher Apotheker und Politiker
- Heinz Brückner (1900–1968), deutscher SS-Führer
- Helmut Brückner (Mediziner) (1919–1988), deutscher Mediziner
- Helmut Brückner (Mathematiker) (* 1938), deutscher Mathematiker
- Helmut Brückner (Politiker) (* 1944), deutscher Politiker (Bündnis 90/Die Grünen)
- Helmut Brückner (Geograph) (* 1950), deutscher Geograph
- Helmut Brückner (Heimatforscher) (* 1952), deutscher Heimatforscher
- Helmuth Brückner (1896–1951), deutscher Gauleiter
- Herbert Brückner (* 1938), deutscher Politiker (SPD)
- Hermann Brückner (1834–1920), deutscher Richter
- Hieronymus Brückner (1673–1764), lutherischer Theologe
- Hieronymus von Brückner (1730–1806), deutscher Generalmajor
- Horst Brückner (General) (1863–1933), sächsischer Generalmajor
- Horst Brückner (Ingenieur) (1903–1958), deutscher Ingenieur, Chemiker und Hochschullehrer

### I
- Ingeborg Pilgram-Brückner (1924–2013), deutsche Journalistin und Schriftstellerin
- Irmgard Unger-Brückner (1886–1978), deutsche Theaterintendantin

### J
- Jan Brueckner (* 1950), US-amerikanischer Wirtschaftswissenschaftler und Hochschullehrer
- Jele Brückner (* 1966), deutsche Schauspielerin
- Johann Brückner (um 1515–1572), deutscher Mediziner und Alchemist, siehe Johann Pontanus
- Johann Georg Andreas von Brückner (1744–1814), deutscher Jurist und Naturwissenschaftler
- Johann Gottfried Brückner (1730–1786), deutscher Theaterschauspieler
- Johannes Brückner (1869–1940), sächsischer Offizier, Landesführer des Stahlhelms in Sachsen
- Jörg Brückner (Drehbuchautor) (* 1958), deutscher Drehbuchautor
- Jörg Brückner (Unternehmer) (* 1958), deutscher Unternehmer, Verbandsfunktionär und Politiker
- Jörg Brückner (Historiker) (* 1966), deutscher Archivar und Historiker
- Jörg Brückner (Sänger) (* 1970), deutscher Opernsänger (Tenor)
- Jörg Brückner (Hornist) (* 1971), deutscher Musiker
- Jutta Brückner (* 1941), deutsche Regisseurin und Drehbuchautorin

### K
- Kai Brückner (* 1969), deutscher Jazzmusiker
- Karel Brückner (* 1939), tschechischer Fußballspieler und -trainer
- Karl Brückner (Geiger) (1893–1963), deutsch-schwedischer Violinist und Musikpädagoge
- Karl Brückner (Politiker) (1904–1945), deutscher Politiker (NSDAP)
- Karl Brückner (Fußballspieler) (1920–??), deutscher Fußballspieler
- Karl August Friedrich Brückner (1803–1853), deutscher Pädagoge und Historiker
- Katharina Magdalena Brückner (1719–1804), deutsche Schauspielerin
- Keith Brueckner (1924–2014), US-amerikanischer Physiker

### L
- Ludwig Brückner (General) (1768–1832), badischer Generalmajor
- Ludwig Brückner (Mediziner, 1814) (1814–1902), deutscher Arzt, Archäologe, Heimatforscher und Museumsleiter
- Ludwig Brückner (Mediziner, 1844) (1844–1922), deutscher Arzt, Heimatforscher und Museumsleiter
- Lutz Brückner (* 1945), deutscher Orthopäde

### M
- Maik Brückner (* 1992), deutscher Politiker (Die Linke)
- Manfred Brückner (1929–2018), deutscher Hörspielregisseur
- Margrit Brückner (* 1946), deutsche Soziologin
- Martin Brückner (* 1984), deutscher Floorballnationaltrainer
- Mathilde Brückner (1868–1958), deutsche Politikerin (SPD)
- Matthias Brückner (* 1960), deutscher Fußballspieler
- Max Brückner (Maler) (1836–1919), deutscher Maler
- Max Brückner (Landrat) (1855–nach 1921), deutscher Verwaltungsbeamter
- Max Brückner (Mathematiker) (1860–1934), deutscher Mathematiker
- Maximilian Brückner (* 1979), deutscher Schauspieler
- Mia Julia Brückner (* 1986), deutsche Pornodarstellerin
- Michael Brückner (Politiker, 1871) (1871–1936), deutscher Politiker (Zentrum)
- Michael Brückner (Politiker, 1939) (1939–1998), deutscher Politiker (SPD), Bezirksbürgermeister im Bezirk Treptow von Berlin
- Michael Brückner (Autor) (* 1958), deutscher Journalist und Autor
- Michael Brückner (Politiker, 1965) (* 1965), deutscher Politiker (CSU), MdL
- Michael Brückner (Musiker) (* 1969), deutscher Musiker und Komponist
- Moritz Brückner (Landrat) (Ernst Moritz Karl Brückner; 1807–1887), deutscher Verwaltungsjurist und Politiker
- Moritz Brückner (Volleyballspieler) (* 1991), deutscher Volleyballspieler

### N
- Nathanael Brückner (1864–1943), deutscher Jurist, Bankmanager und Autor
- Nicolaus Wilhelm Brückner (1818/19–1891), deutscher Politiker
- Norbert Brückner (* 1947), deutscher Fußballschiedsrichter

### O
- Olga Brückner (1899–1980), deutsche Politikerin (SPD, SED), MdL
- Oskar Brückner (1857–1930), deutscher Violoncellist
- Oswald Brückner (1897–1989), deutscher Bildhauer
- Otto Brückner (Maler) (1899–1989), deutscher Maler und Zeichner

### P
- Paul Brückner (Pfarrer) (1880–1948), deutscher Pfarrer und Autor
- Paul Brückner (Politiker) (1886–1963), deutscher Politiker
- Paul Brückner (Journalist) (1900–1972), österreichischer Journalist und Heimatschriftsteller
- Paul Brückner (Ingenieur) (1912–1981), deutscher Ingenieur und Hochschullehrer
- Peter Brückner (1922–1982), deutscher Sozialpsychologe und Psychoanalytiker
- Peter Brückner (Architekt) (* 1962), deutscher Architekt
- Peter Udo Brückner (* 1985), deutscher Künstler
- Philipp Brückner (1840–1909), deutscher Politiker

### R
- Reinhard Brückner (Politiker) (1923–2015), deutscher Politiker (Bündnis 90/Die Grünen)
- Reinhard Brückner (Chemiker) (* 1955), deutscher Chemiker
- Richard Brückner (Fabrikant) (1857–1916), deutscher Papierfabrikant
- Richard Brückner (Musiker) (1858–nach 1921), deutscher Violinist
- Robert Brückner (Politiker) (1881–nach 1934), deutscher Ingenieur und Politiker (Wirtschaftspartei), MdL Preußen
- Robert Brückner (Versicherungsmathematiker) (1907–1986), deutscher Versicherungsmathematiker
- Roland Brückner (Mediziner) (1912–1996), deutsch-schweizerischer Augenarzt und Hochschullehrer
- Roland Brückner (Turner) (* 1955), deutscher Turner
- Rolf Brückner (1928–2004), deutscher Ingenieur und Hochschullehrer
- Rudolf Brückner (Jurist) (1815–1878), deutscher Jurist und Geheimer Staatsrat
- Rudolf Brückner (Unternehmer, 1909) (1909–nach 1971), deutscher Maschinenfabrikant
- Rudolf Brücker (Unternehmer, 1910) (1910–1972), deutscher Papierfabrikant
- Rudolf Brückner (Heimatforscher) (1917–2001), deutscher Lehrer und Heimatforscher
- Rudolf Brückner-Fuhlrott (1908–1984), deutscher Maler und Bildhauer
- Rudolph Brückner (* 1955), deutscher Sportmoderator und -kommentator

### S
- Simon Brückner (* 1978), deutscher Filmemacher
- Steffen Brückner (* 1976), deutscher Sänger und Gitarrist, siehe Mrs. Greenbird
- Susanne Brückner (* 1991), deutsche Schauspielerin, Musikerin und Fernsehmoderatorin, siehe Susanne Wiesner

### T
- Theodor Brückner (?–1863), deutscher Verlagsbuchhändler
- Thomas Brückner (Übersetzer) (* 1956), deutscher Übersetzer, Autor und Herausgeber
- Thomas Brückner (Drehbuchautor), deutscher Drehbuchautor
- Thomas Brückner, bürgerlicher Name von DJ Tomcraft (1975–2024), deutscher DJ

### U
- Ulrike Brückner (Designerin) (* 1971), deutsche Designerin, Fotografin und Hochschullehrerin
- Ulrike Brückner (Boxerin) (* 1976/1977), deutsche Boxerin und Rechtsanwältin
- Ute Brückner (* 1959), deutsche Schwimmerin
- Uwe Brückner (* 1960), deutscher Journalist und Filmemacher
- Uwe R. Brückner (* 1957), deutscher Architekt und Bühnenbildner, Mitgründer des Atelier Brückner in Stuttgart

### V
- Vera Brückner (* 1988), deutsche Regisseurin

### W
- Walter Brückner (1901–nach 1952), deutscher Schriftsteller
- Werner Brückner (Geograph) (Werner Dietrich Brückner; 1909–1978), Schweizer Geograph
- Werner Brückner (Designer) (1920–1977), Ehemann von Christine Brückner
- Werner Brückner (Musikpädagoge) (1931–2007), deutscher Musikpädagoge
- Werner Brückner (Schriftsteller) (* 1944), deutscher Schriftsteller

- Wilhelm Brückner (Pfarrer) (1832–1925), deutscher evangelischer Pfarrer
- Wilhelm Brückner (Jurist) (Wilhelm Heinrich Brückner; 1878–1928), deutscher Jurist, Verwaltungsbeamter und Politiker
- Wilhelm Brückner (1884–1954), deutscher Offizier und Politiker (NSDAP), MdR
- Wilhelm Brückner (Geigenbauer) (1932–2025), deutscher Geigenbauer
- Wilhelm Brückner-Rüggeberg (1906–1985), deutscher Dirigent
- Wilhelm Hieronymus Brückner (1656–1736), deutscher Rechtswissenschaftler
- Winfried Brückner (* 1948), deutscher Fußballschiedsrichter
- Wolfgang Brückner (* 1930), deutscher Volkskundler,  Germanist und Hochschullehrer
- Wolfgang Brückner (Fußballspieler) (* 1952), deutscher Fußballspieler